# Bristol (New Hampshire)
Bristol ist der Name einer Town im Grafton County des US-Bundesstaates New Hampshire in Neuengland. Das U.S. Census Bureau hat bei der Volkszählung 2020 eine Einwohnerzahl von 3.244 ermittelt.
Bristol war im 19. Jahrhundert ein bedeutender Industriestandort. Lagerstätten von Sand und Ton einer ähnlichen Qualität wie Vorkommen bei Bristol in England, die zur Porzellanherstellung genutzt wurde, gaben der Gemeinde den Namen. In New Hampshire wurden aus den Rohstoffen jedoch als Bristol Brick bekannte Ziegel hergestellt. Als Town hat Bristol, anders als eine City, einen Gemeinderat und keinen Bürgermeister. Der Gemeinderat umfasst fünf Mitglieder, die für jeweils drei Jahre gewählt werden. Die Amtszeiten sind gestaffelt, so dass nicht alle Räte auf einmal zur Wahl stehen. Gesetzgebende Versammlung ist das Town Meeting, das jedes Jahr im März abgehalten wird.

## Geographie
Bristol liegt im Westen des Seengebietes von New Hampshire südlich des Newfound Lake, des drittgrößten ausschließlich in New Hampshire gelegenen Sees, an der Mündung des Newfound River in den Pemigewasset, zwischen Bridgewater im Norden, New Hampton im Osten, Hill im Süden und Alexandria im Westen.

## Geschichte
Bristol entstand 1819 aus Teilen von New Chester und Bridgewater und wurde am 24. Juni dieses Jahres als unabhängige Gemeinde eingetragen. Die Besiedelung des Gebietes hatten um 1770 begonnen. Die Vergabe von Flurstücken durch die Eigentümer an einen Major John Tolford zur Errichtung von Mühlen fand bereist vorher statt. Dieser sollte je eine Säge- und Kornmühle einmal am Newfound River und einmal am Smith River errichten, beide Standorte waren innerhalb der späteren Grenzen Bristols. Zumindest die Mühlen am Newfound River waren möglicherweise im späten Jahr 1767 fertig. Ebenso war bei Stadtgründung bereits die erste, methodistische Gemeinde gegründet worden. Eine zweite, congregationalistische Gemeinde entstand 1826 und baute ihre Kirche ein Jahr später. Der Hauptort entstand nahe der Mündung des Newfound in den Pemigewasset River. Diese sowie der südlich einmündende Smith River boten Potential zur Nutzung von Wasserkraft. 1847 erreichte mit der Eröffnung der Stichstrecke von Franklin die Eisenbahn den Ort. 1859 war Bristol in elf Schulbezirke unterteilt, es gab drei Kirchen, ein Postamt, und die Möglichkeiten, die zur Verfügung stehende Wasserkraft gewerblich anzuwenden nutzten zwei Papiermühlen, zwei große Gerbereien, vier Säge- und eine Kornmühle. Daneben gab es Hersteller von Bettgestellen, von Schlitten und Kutschen, von Schuwerk und andere Werkstätten.
Bis in die 1870er Jahre war die wirtschaftliche Entwicklung weiter vorangeschritten. Es gab in Bristol mehr als 30 Fabriken. Diese produzierten Achsen, Strohpappe, Wolle, Handschuhe, Strickwaren und anderes. Neben 25 bis 30 Läden unterschiedlicher Art betrieben eine Druckerei, eine Bank, ein Hotel sowie je drei Anwälte und Ärzte ihr Geschäft, und zu den Kirchen und den nunmehr 9 Schulbezirken war eine Oberschule gekommen. In Privatbesitz waren zwei Bibliotheken mit 900 und 4000 Bänden. Die Arbeit in den Fabriken sowie die Tätigkeit im Handel waren die Haupteinnahmequellen. Daneben wurde Landwirtschaft betrieben, wobei die Aufnahme von Sommergästen verbreitet für zusätzliches Einkommen sorgte. Letztere trugen geschätzte 6000 $ im Jahr (2025: ca. 147.000$) zu den Einnahmen der Stadt bei. Zur gleichen Zeit betrug der Wert der jährlich produzierten Güter 575.700 $ (2025: ca. 14.134.000$). Die meisten Mühlen und Fabriken lagen nördlich des Ortes am Newfound River, der im späten 19. Jahrhundert als einer der besten Wasserkraftstandorte in New Hampshire galt. Zu der Zeit bekam Bristol auch eine öffentliche Bibliothek.

### Bevölkerungsentwicklung
| Volkszählungsergebnisse – Bristol, New Hampshire | Volkszählungsergebnisse – Bristol, New Hampshire | Volkszählungsergebnisse – Bristol, New Hampshire | Volkszählungsergebnisse – Bristol, New Hampshire | Volkszählungsergebnisse – Bristol, New Hampshire | Volkszählungsergebnisse – Bristol, New Hampshire | Volkszählungsergebnisse – Bristol, New Hampshire | Volkszählungsergebnisse – Bristol, New Hampshire | Volkszählungsergebnisse – Bristol, New Hampshire | Volkszählungsergebnisse – Bristol, New Hampshire | Volkszählungsergebnisse – Bristol, New Hampshire |
| Jahr                                             | 1820                                             | 1830                                             | 1840                                             | 1850                                             | 1860                                             | 1870                                             | 1880                                             | 1890                                             | 1900                                             | 1910                                             |
| ------------------------------------------------ | ------------------------------------------------ | ------------------------------------------------ | ------------------------------------------------ | ------------------------------------------------ | ------------------------------------------------ | ------------------------------------------------ | ------------------------------------------------ | ------------------------------------------------ | ------------------------------------------------ | ------------------------------------------------ |
| Einwohner                                        | 675                                              | 799                                              | 1153                                             | 1103                                             | 1124                                             | 1416                                             | 1352                                             | 1524                                             | 1600                                             | 1478                                             |
| Jahr                                             | 1920                                             | 1930                                             | 1940                                             | 1950                                             | 1960                                             | 1970                                             | 1980                                             | 1990                                             | 2000                                             | 2010                                             |
| Einwohner                                        | 1428                                             | 1610                                             | 1623                                             | 1586                                             | 1470                                             | 1670                                             | 2198                                             | 2614                                             | 3033                                             | 3054                                             |
| Jahr                                             | 2020                                             | 2030                                             | 2040                                             | 2050                                             | 2060                                             | 2070                                             | 2080                                             | 2090                                             | 2100                                             | 2120                                             |
| Einwohner                                        | 3244                                             |                                                  |                                                  |                                                  |                                                  |                                                  |                                                  |                                                  |                                                  |                                                  |

## Wirtschaft und Infrastruktur
Größter Arbeitgeber in Bristol ist der Newfound Area School District, der für Alexandria, Bridgewater, Bristol, Danbury, Groton, Hebron und New Hampton zuständig ist, gefolgt von einer Niederlassung eines deutsch-japanischen Joint Ventures im Bereich der Dichtungs-, Schwingungs- und Elastomertechnologie und der Town of Bristol selbst. Weitere Unternehmen umfassen Läden, eine Bank, Restaurants und einen Holzhandel sowie kleinere Betriebe. In Bristol liegen die Newfound-Regional-Oberschule (Newfound Regional High S.), die für den gesamten Schulbezirk zuständig ist, sowie die Newfound-Memorial-Middle- und Bristol-Elementary-Schulen.

### Verwaltung und Städtische Einrichtungen
Polizei und Feuerwehr sind hauptamtlich tätig. Das nächstgelegene Krankenhaus ist das vierzehn Meilen entfernte Speare Memorial in Plymouth. Wasserversorgung mit Wasserwerk und Kläranlage liegt in Händen der Stadt. Recycling findet auf freiwilliger Basis statt.

### Verkehr
Bristol liegt an der Kreuzung der Staatsstraßen NH 104 von Danbury nach Meredith am Lake Winnipesaukee, die neun Kilometer vom Ortszentrum den Interstate 93 kreuzt, und NH 3A, einer von Franklin nach Plymouth führenden Nebenroute der US 3. Das Flugfeld in Bristol, der Newfound Valley Airport, ist mit einer Asphaltpiste von 579 Metern Länge nur für kleinere Luftfahrzeuge geeignet. Der nächstgelegene Flughafen ist der Manchester-Boston Regional Airport.
Die Bahnstrecke nach Franklin wurde, nach Flutschäden und der Planung eines Reservoirs im Pemigewasset unterhalb von Bristol, vor dem Zweiten Weltkrieg aufgegeben.

## Personen
- Nathaniel Berry (1796–1894), 28. Gouverneur von New Hampshire
- Benjamin Flanders (1816–1896), Politiker
- E. Maude Ferguson (1883–1932), erste Senatorin im Senat von New Hampshire